# Neustupov
Neustupov je městys v okrese Benešov ve Středočeském kraji. Skládá se ze sedmnácti místních částí, z nichž některé jsou jen samotami. Žije zde 551 obyvatel.
Ve vzdálenosti 17 km severovýchodně se nachází město Vlašim, 18 km severně město Benešov a 22 km jižně město Tábor.

## Historie
První písemná zmínka o obci pochází z roku 1185 (Neostupov). Asi za Petra z Neustupova postavena tvrz, poprvé připomínána roku 1520. Získáním 4 výročních trhů a znaku Karlem Arnoštem z Bissingen znamenalo faktické povýšení na městečko roku 1666. Koncem 16. století připadl Neustupov Evě Kaplířové, dceři Alžběty z Malovic a Petra Kaplíře ze Sulevic, provdané za Kašpara Kaplíře ze Sulevic (popraven na Staroměstském náměstí roku 1621), která rozšířila tvrz o renesanční severní křídlo. Majetek Kaplířů byl roku 1621 zkonfiskován a městečko se stalo majetkem Baltazara Marradase. Roku 1919 se stalo majetkem hraběte Artuše Aichelburga. Jeho přičiněním byl založen Sokol a postavena dřevěná rozhledna na Mezivratech.
Od 10. října 2006 byl obci vrácen status městyse.

### Územněsprávní začlenění
Dějiny územněsprávního začleňování zahrnují období od roku 1850 do současnosti. V chronologickém přehledu je uvedena územně administrativní příslušnost obce v roce, kdy ke změně došlo:
- 1850 země česká, kraj České Budějovice, politický a soudní okres Votice[6]
- 1855 země česká, kraj Tábor, soudní okres Votice
- 1868 země česká, politický okres Sedlčany, soudní okres Votice
- 1939 země česká, Oberlandrat Tábor, politický okres Sedlčany, soudní okres Votice[7]
- 1942 země česká, Oberlandrat Praha, politický okres Sedlčany, soudní okres Votice[8]
- 1945 země česká, správní okres Sedlčany, soudní okres Votice[9]
- 1949 Pražský kraj, okres Votice[10]
- 1960 Středočeský kraj, okres Benešov
- 2003 Středočeský kraj, okres Benešov, obec s rozšířenou působností Votice

### Rok 1932
V městysi Neustupov (přísl. Otradovice, 702 obyvatel, poštovní úřad, telefonní úřad, telegrafní úřad, četnická stanice, katol. kostel) byly v roce 1932 evidovány tyto živnosti a obchody: cihelna, družstvo pro rozvod elektrické energie v Neustupově, holič, 5 hostinců, 2 koláři, kovář, 5 krejčí, 3 mlýny, 2 obuvníci, pekař, 6 řezníků, sedlář, skladiště hospodářského družstva, 2 obchody se smíšeným zbožím, Spořitelní a záložní spolek pro Neustupov, obchod se střižním zbožím, 2 trafiky, 2 truhláři, 3 velkostatky.

## Přírodní poměry
Neustupov leží v nadmořské výšce 511 metrů, v oblasti zvané Česká Sibiř. Na jeho území se nachází vrchol Mezivrata s rozhlednou a televizním vysílačem, nejvyšší kopec okresu.

## Části obce
Neustupov se člení na sedmnáct částí, které leží na pěti katastrálních územích:
- Neustupov – části Neustupov, Bořetice, Podlesí, Vrchy a Zálesí
- Broumovice – části Broumovice, Královna, Slavín a Vlčkovice
- Dolní Borek – části Dolní Borek, Barčov, Chlístov a Záhoříčko
- Jiřetice u Neustupova – části Jiřetice, Hojšín a Žinice
- Sedlečko u Jiřetic – část Sedlečko

## Církevní správa
Území Městyse Neustupov leží v jižní části Středočeského kraje (okres Benešov), ovšem z hlediska církevní správy patří již do Českobudějovické diecéze, vikariátu Tábor. Většina území městyse spadá pod Římskokatolickou farnost Neustupov spravovanou excurrendo z Chotovin, oblast kolem Jiřetic potom pod Římskokatolickou farnost Vrcholtovice spravovanou z Mladé Vožice.
Současným[kdy?] duchovním správcem neustupovské farnosti je Vladimír Koranda. Pravidelné bohoslužby v kostele Nanebevzetí Panny Marie se konají každou neděli, přičemž se střídá bohoslužba slova a mše svatá (vždy jednou za 14 dní). Hlavní pouť se slaví v neděli kolem slavnosti Nanebevzetí Panny Marie (15. srpna).

## Doprava
Městysem vede silnice II/124 Pacov – Neustupov – Votice. Železniční trať ani stanice na území městyse nejsou. Městysem prochází cyklotrasa č. 0042 Sedlec-Prčice – Heřmaničky – Oldřichovec – Neustupov – Jankov a turistické trasy: modře značená trasa Votice – Neustupov – Záříčí – Mladá Vožice a modře značená trasa Neustupov – Oldřichovec – Heřmaničky.

## Pamětihodnosti
- Kostel Nanebevzetí Panny Marie na návsi
- Hrobka Aichelburgů
- Židovský hřbitov ze 17. století
- Zámek Neustupov na návsi
- Kaplířova lípa
- Fara

## Rodáci
- Janez Slavik (1787–1842), slovinský skladatel českého původu, autor církevní a světské orchestrální i komorní hudby

## Galerie

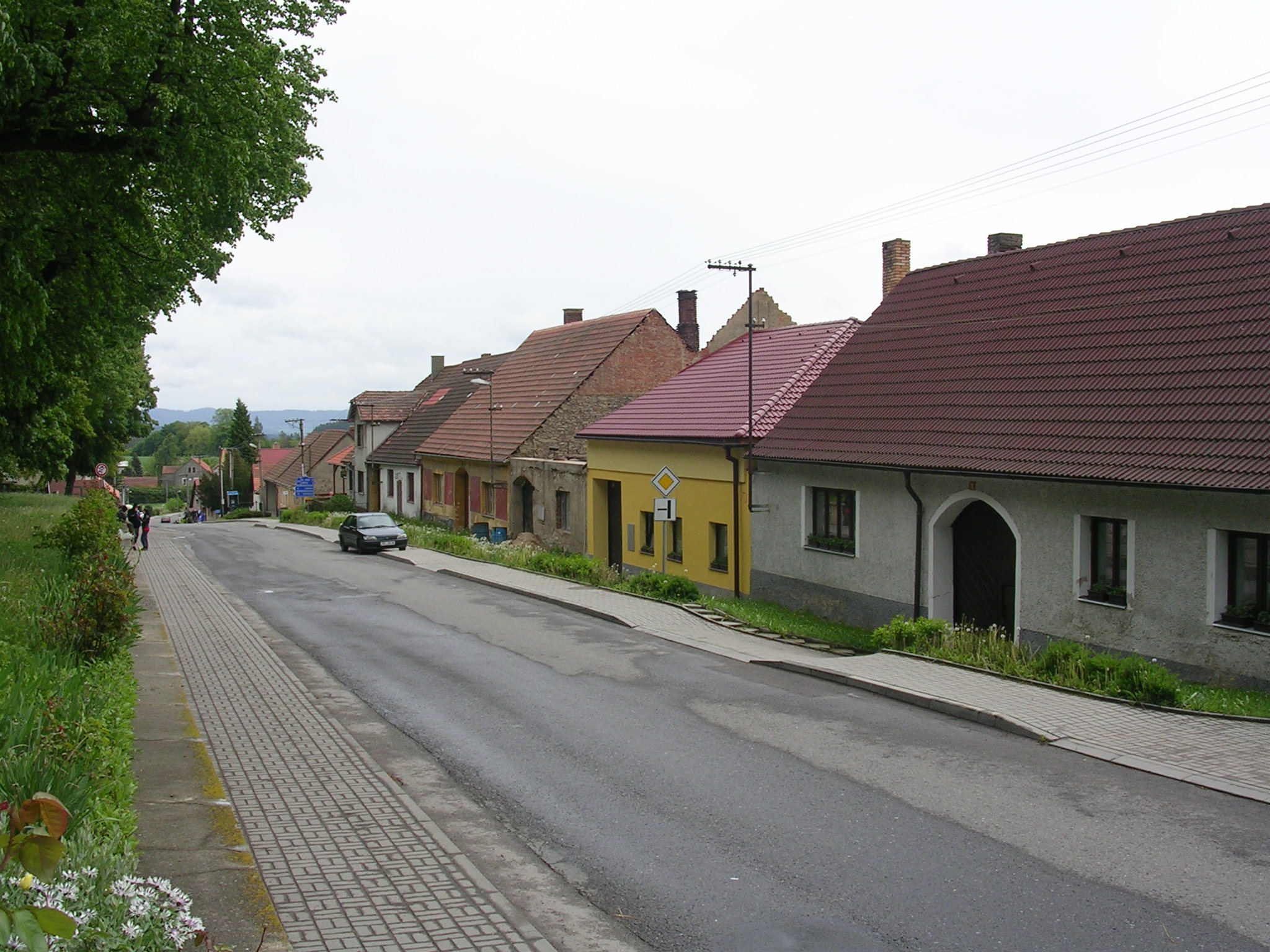
Hlavní ulice u návsi
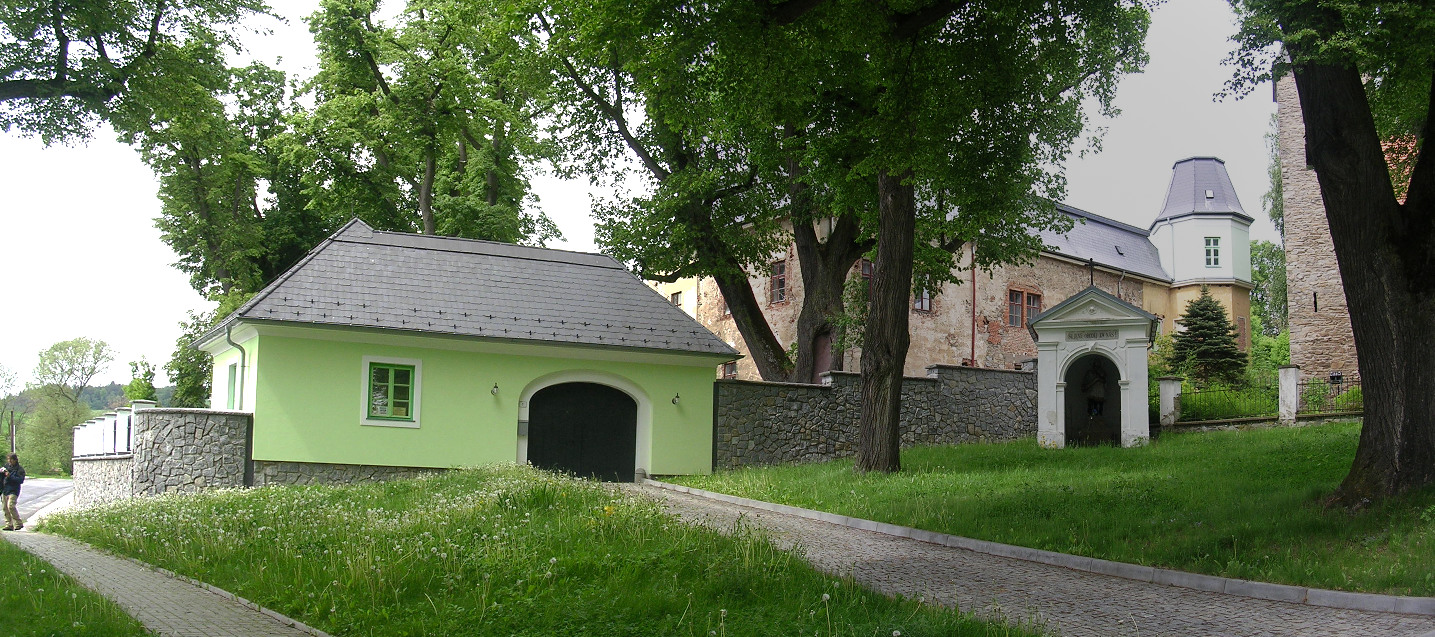
Fara a zámek, od návsi
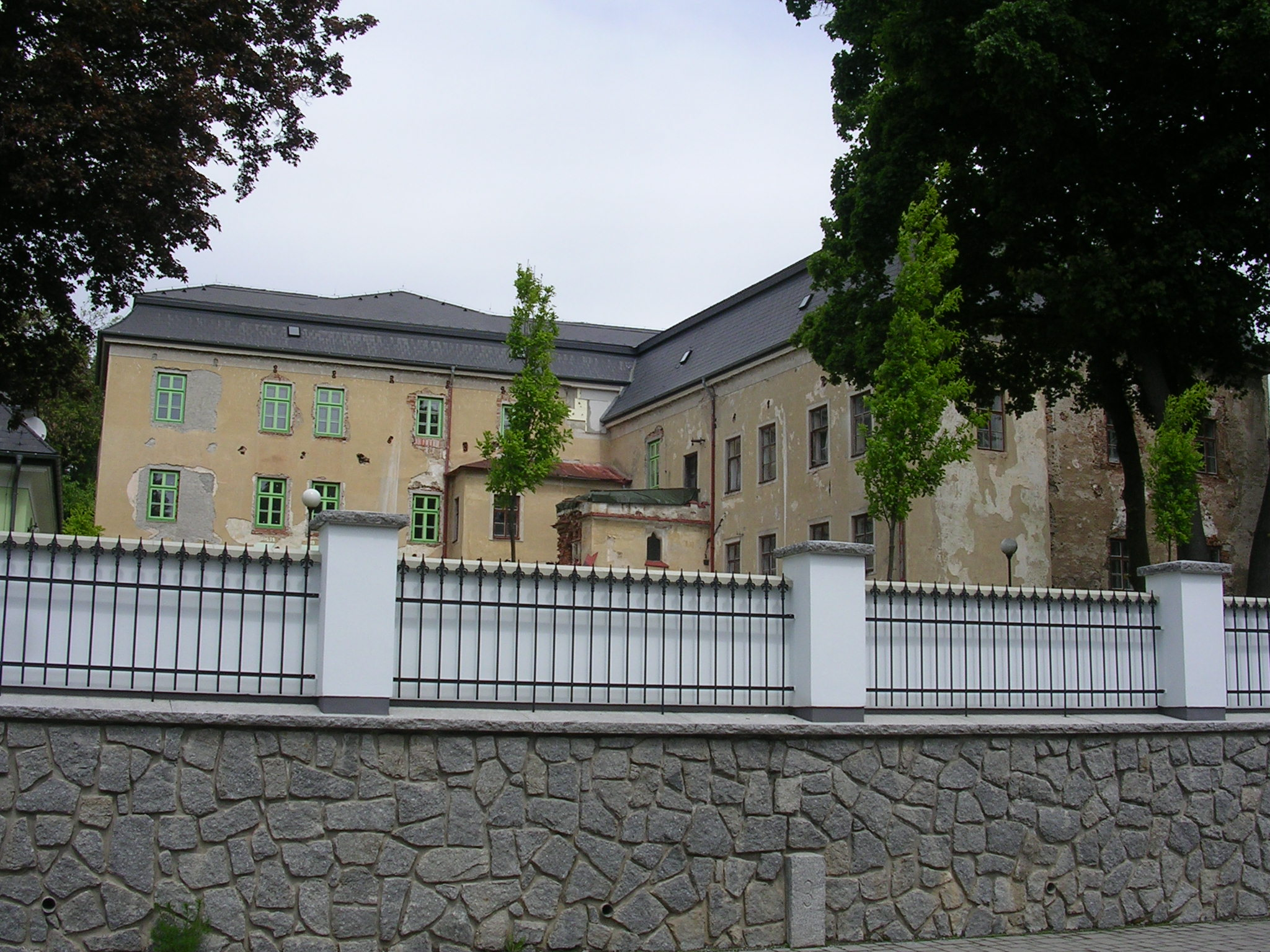
Zámek
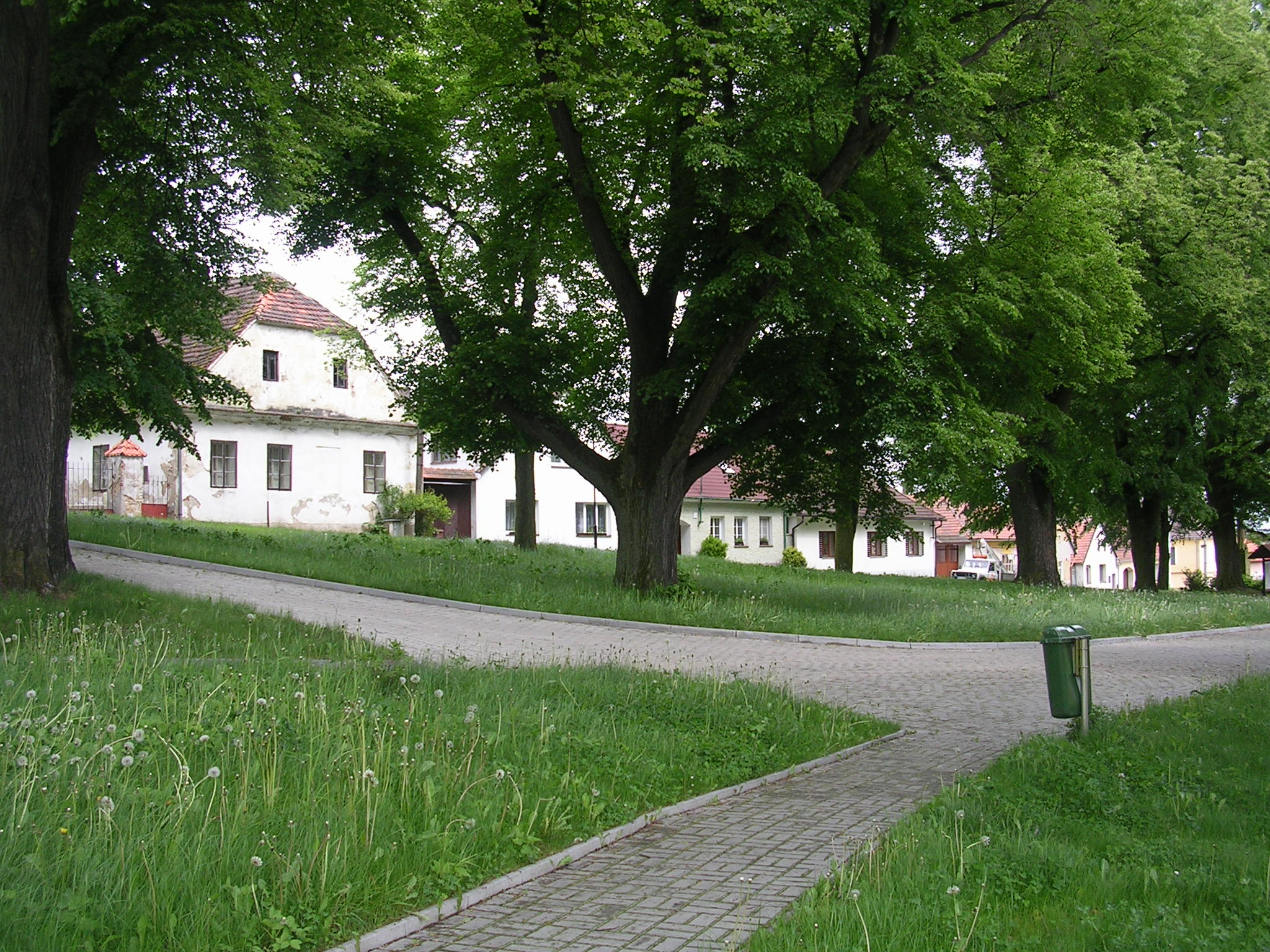
Náves
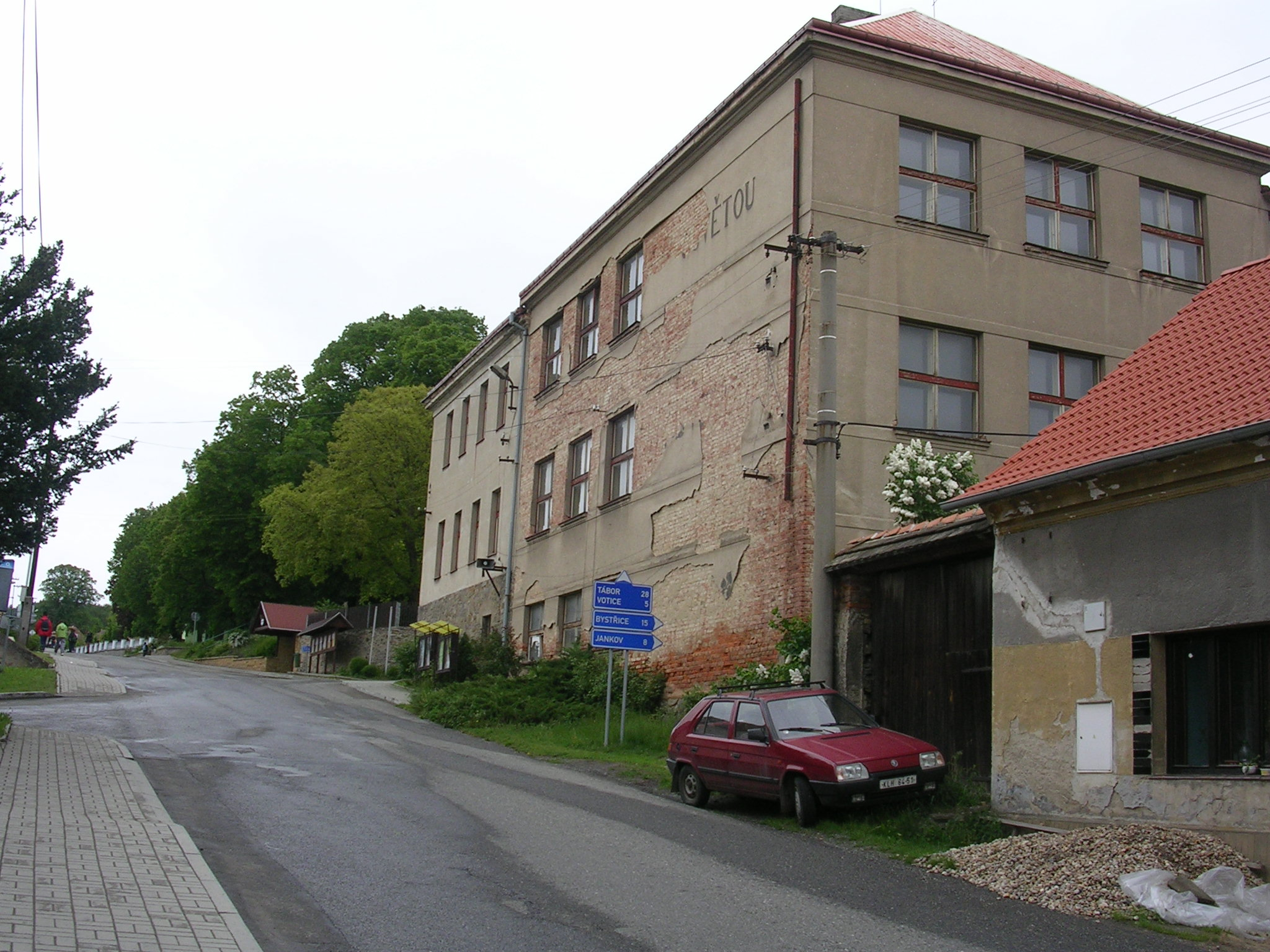
Bývalá škola u návsi
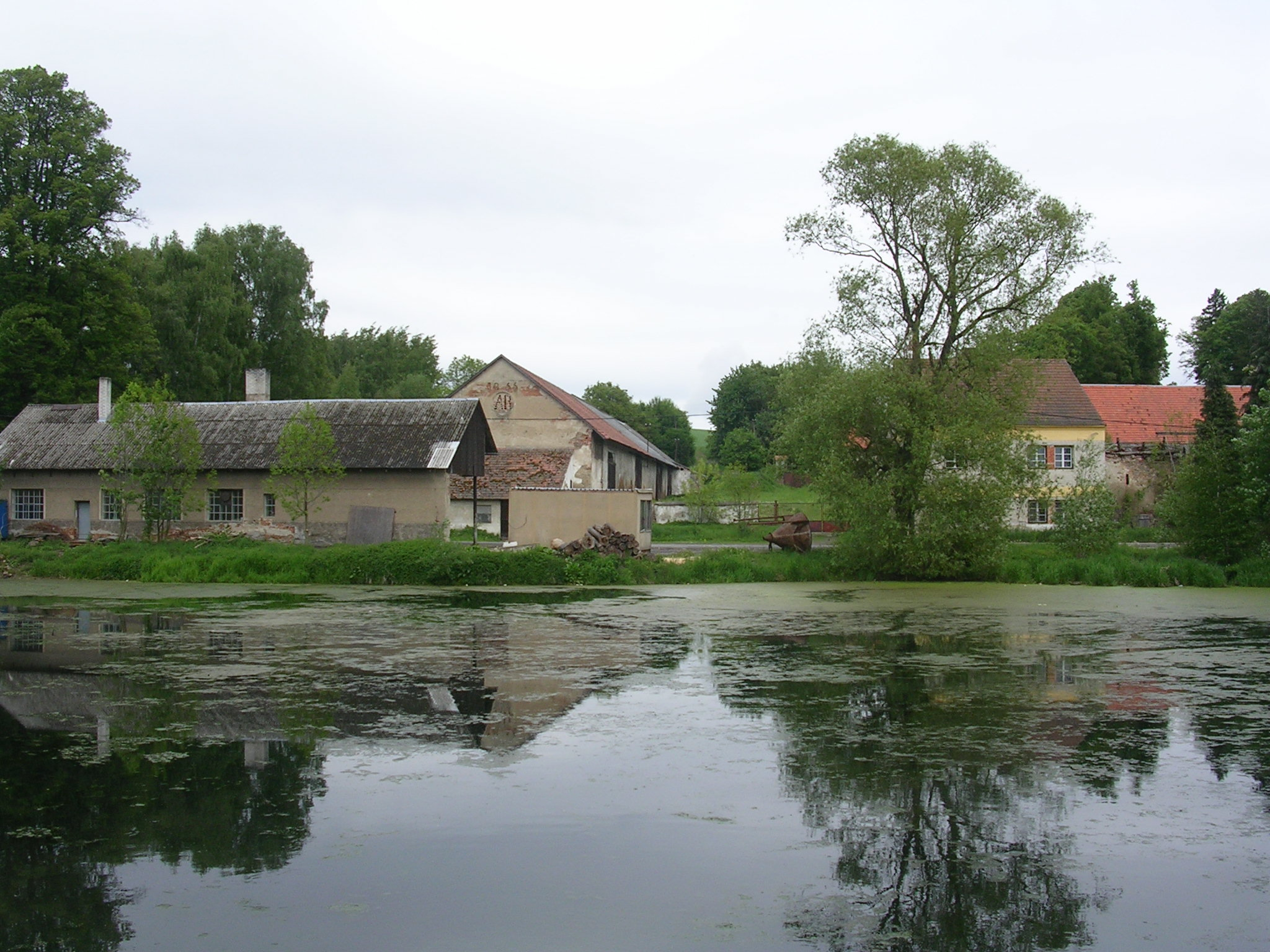
Rybník Pačulka a hospodářské budovy u zámku